# インターネット民主主義
インターネット民主主義の一般的な定義は、インターネットやその他の情報・通信技術(ICT)を利用して、「公的な事柄に関する、あるいはより広い言い方をすれば、社会において、あるいは社会とのあいだに市民がどういった政治的な関係をとりむすんでいくか、ということに関する人々の知識を絶えず更新していく、かつてないほどに増大して押し寄せるデータによって増幅された、インターネット上に流れる情報」を通じて、民主主義的な理想と統治のあり方を前進させていくことである。FacebookやTwitter、WordPress、Blogspotといったソーシャル･メディアでは、枚挙にいとまがないほど、民主主義を促進するような使い方の例がみつかる。
アカデミックな意味での研究者、あるいは観察者からみれば、インターネットは政治というものを、政治的なメッセージや「商品」の消費者を（つまり市民を）よりアクティヴな「買い物客」にしていくことを手助けする地球規模に普遍的な現象へとつくりかえてしまった、ということもできる。また、インターネットが真によりよい民主的なプロセスを目指すものだという評価を巡っては激しい議論がおこっている。学者や観察者の多くは、インターネットがすでに確立された権力にさらなる武器を与えたにすぎないと考えている。たとえば、 メディア王たち(media moguls）だ。インターネットを「私有」しているがために、その使用法に影響を及ぼしてしまう多国籍企業の重役などの裕福な人間に、市民を感化する手段を増やしただけ、というわけである 。
「インターネット民主主義」はアメリカ国内では攻撃される側の存在だと考える者もいる。つまり、アメリカ合衆国下院内で議論が行われた、H.R. 3261ことオンライン海賊行為防止法案 (SOPA) の導入のことである。あるハフィントンポストの寄稿者は、言論の自由を絶やさず、民主主義を推進していく最良の手段とは、オンライン海賊行為防止法案を無効化することであると指摘しているほどである。とはいえ、SOPAに対して2012年1月18日に画面をブラックアウトさせてサービスを停止したWikipediaのように、いくつもの人気サイトが強い抗議の声をあげて以降、その立法審議が無期限の延期となっていることは指摘しておかなければならない。インドでは2011年の末に、アメリカと同じような状況が生じていた。カピル・シバル通信・情報技術相が、不快なコンテンツは改善のためのルールがないままインターネット上に存在することは許されず、非公開で「事前スクリーニング」がおこなわれると発言していたのである。しかしその後、インターネットの使用において何の規制も行われる予定はないというシバルの談話を引いた報道があった。